# 多瑙圣拜奈代克
多瑙圣拜奈代克（匈牙利語：Dunaszentbenedek）是匈牙利南部巴奇-基什孔州所辖的一个村，总面积23.24平方公里，总人口960，人口密度41人/平方公里（2005年）。地理坐标为46°35′38″N 18°53′31″E。